# Quercus litseoides
Quercus litseoides — вид рослин з родини букових (Fagaceae), поширений у Китаї.

## Опис
Це кущ заввишки 1–2.5 метрів, але може досягати 10 метрів. Гілочки спочатку злегка сірувато-біло або коричнево вовнисті, що стають голими. Листки сидячі або майже так, товсті, шкірясті, жорсткі, зворотнояйцювато-зворотноланцетні, 3.5–6 × 1.5–3 см; верхівка закруглена, тупа або виїмчаста; основа клиноподібна; край цілий, загорнутий; верх блискучий зелений, голий; низ тьмяний. Жіночі суцвіття завдовжки 1 см, сірувато-біло або коричнево запушені. Жолуді зазвичай парні, завдовжки 15–18 мм; чашечка завдовжки 5–6 мм й 10 мм завширшки, з 5–7 концентричними кільцями, укриває 1/4 або 1/3 горіха.

## Середовище проживання
Поширення: Китай (Гонконг, Гуандун, Гуансі); росте на висотах від 700 до 1000 метрів; зростає розкидано в гірських лісах.